# Ubaitaba
Ubaitaba este un oraș în statul Bahia (BA) din Brazilia.